# 亨德森縣 (田納西州)
亨德森縣（英語：Henderson County）是美國田納西州西部的一個縣。面積1,362平方公里。根据美國2000年人口普查，共有人口25,522人。縣治列辛頓 （Lexington）。
成立於1821年11月7日。縣名紀念紐奧良之役的指揮官詹姆斯·亨德森 （James Henderson）。注意本州的亨德森與亨德森維爾都不在本縣。